# 夏葉社
夏葉社（なつはしゃ）は、島田潤一郎（しまだ じゅんいちろう、1976年 - ）が2009年9月に一人で起業した日本の出版社である。スローガンは「何度も、読み返される本を。」

## 沿革と概要
島田潤一郎がアルバイトや派遣社員をしながらヨーロッパやアフリカを放浪した後に、編集者としての勤務経験を持たないまま2009年に創業した。出版第1号はバーナード・マラマッド『レンブラントの帽子』で、装幀を和田誠が手がけ、荒川洋治が巻末エッセイを執筆した。出版点数のうちの多くが絶版となっていた名著の新装復刊である。
2冊目の出版となった関口良雄『昔日の客』をピース・又吉直樹が「ざっくりハイボール」（テレビ東京）など複数のメディアで紹介したことから脚光を浴びる。
2000年以降に注目を集めている「ひとり出版社」と呼ばれる事業のさきがけ的存在とも評される。
2019年から新レーベル岬書店名義での出版も行っている。こちらは取次会社を経由せず、全国の独立系書店を中心に販売されている。

## 主な発行書籍
- バーナード・マラマッド『レンブラントの帽子』（小島信夫・浜本武雄・井上謙治訳）2010年。ISBN　978-4-904816-00-4
- ヘンリー・スコット・ホランド『さよならのあとで』（装画：高橋和枝）2012年。ISBN 978-4-904816-04-2
- 上林暁傑作小説集『星を撒いた街』（撰：山本善行）2011年。ISBN　978-4-904816-03-5
- 伊藤整『近代日本の文学史』2012年。ISBN 978-4-904816-05-9
- 上林暁傑作随筆集『故郷の本箱』（撰：山本善行）2012年。ISBN　978-4-904816-06-6
- 青山南ほか83名『冬の本』2012年。ISBN 978-4-904816-07-3
- 高階杞一『早く家へ帰りたい』2013年。ISBN　978-4-904816-08-0／新装版、2019年。ISBN　978-4-904816-31-8
- 本屋図鑑編集部『本屋図鑑』（得地直美・絵）2013年。ISBN　978-4-904816-09-7
  - 同『定本　本屋図鑑：永久保存版』2022年。ISBN　978-4-904816-41-7
- 小島信夫『ラヴ・レター』2013年。ISBN　978-4-904816-11-0
- 庄野潤三小説撰集『親子の時間』（編集：岡崎武志）2014年。ISBN　978-4-904816-12-7
- 本屋図鑑編集部『本屋会議』2014年。ISBN　978-4-904816-13-4
- 黒田三郎『詩集　小さなユリと』2015年。ISBN　978-4-904816-15-8
- 山崎ナオコーラ『かわいい夫』2015年。ISBN　978-4-904816-18-9
- 前川恒雄『移動図書館ひまわり号』2016年[9]。　ISBN　978-4-904816-20-2
- 尾形亀之助『詩集　美しい街』（松本竣介・画）2017年。ISBN　978-4-904816-22-6　※巻末エッセイ：能町みね子

## 島田潤一郎の著作
- 『あしたから出版社』晶文社、2014年。ISBN　978-4-7949-6851-7／筑摩書房〈ちくま文庫〉、2022年。ISBN　978-4-480-43822-5
- 『古くてあたらしい仕事』新潮社、2019年。ISBN　978-4-10-352961-3／新潮文庫、2024年。ISBN　978-4-10-105181-9
- 『父と子の絆』アルテスパブリッシング、2020年。ISBN　978-4-86559-228-3
- 『本屋で待つ』佐藤友則と共著、夏葉社、2022年。ISBN　978-4-904816-43-1
- 『電車のなかで本を読む』青春出版社、2023年。ISBN　978-4-413-23299-9
- 『長い読書』みすず書房、2024年。ISBN　978-4-622-09698-6